# 間違いだらけのダイアリー
「間違いだらけのダイアリー」（まちがいだらけのダイアリー）は、2011年11月30日に発売された矢井田瞳の20枚目のシングル。発売元はユニバーサルシグマ。

## 解説
- 前作同様、初回盤と通常版が用意され、初回盤にはミュージック・ビデオが収録されたDVDが付いている。

## 収録曲

### CD
全作詞・作曲:矢井田瞳、全編曲:久保田光太郎
1. 間違いだらけのダイアリー (5:28)
NHKドラマ『ビターシュガー』主題歌
2. 恋の魔法瓶 (4:55)
象印マホービン「ステンレスマグ」CMソング
3. 間違いだらけのダイアリー (instrumental) (5:28)
4. 恋の魔法瓶 (instrumental) (4:50)

### DVD (初回盤のみ)
1. 間違いだらけのダイアリー MUSIC VIDEO

## 収録アルバム
- Panodrama (#1,2)